# Paduvilayi
Paduvilayi é uma vila no distrito de Kannur, no estado indiano de Kerala.

## Demografia
Segundo o censo de 2001, Paduvilayi tinha uma população de 19 167 habitantes. Os indivíduos do sexo masculino constituem 48% da população e os do sexo feminino 52%. Paduvilayi tem uma taxa de literacia de 82%, superior à média nacional de 59,5%: a literacia no sexo masculino é de 85% e no sexo feminino é de 79%. Em Paduvilayi, 11% da população está abaixo dos 6 anos de idade.